# 柳德米拉·纳鲁索娃
柳德米拉·鲍里索夫娜·纳鲁索娃（俄語：Людмила Борисовна Нарусова，1951年5月2日—），俄羅斯政治家、歷史學者。
出生於俄羅斯蘇維埃社會主義共和國布良斯克。1969年至1974年，她在列寧格勒國立大學（今聖彼得堡國立大學）學習歷史。1977年至1980年，在蘇聯科學院歷史研究所研究生院學習歷史，畢業後在列寧格勒國立大學工作。 1980年，她與阿纳托利·索布恰克結婚，而索布恰克正是弗拉基米尔·普京和德米特里·梅德韦杰夫的導師。同年獲得歷史學副博士學位，在列寧格勒國立文化研究所（今聖彼得堡國立文化學院）教授歷史。
1995年當選國家杜馬議員並進入政壇。2006年以前，她一直是我們的家園–俄羅斯的黨員。2000年起，她是俄羅斯-1的電視節目「自由演講」的主持人。
2010年至2012年任聯邦委員會委員，2016年再度當選。
2013年，納魯索娃被公正俄羅斯開除。然而，她後來聲稱她從未正式成為黨員。
2022年2月24日起，俄羅斯入侵烏克蘭，納魯索娃於2月27日在接受電視採訪時表示：「我不認同那些大聲疾呼支持戰爭的議員。我認為他們自己不知道自己在幹什麽。他們不經思考就聽從命令。」她還說，在烏克蘭的俄羅斯士兵「未被埋葬；野狗咬著屍體，有時候無法辨認，因為它們被燒毀了。」3月4日，納魯索娃在直播過程中告訴聯邦委員會，俄羅斯軍隊在烏克蘭遭受重創。她聲稱知道一個100人的俄羅斯義務兵連撤退的時候「只有四個人還活著」。

## 家庭
納魯索娃是阿納托利·索布恰克的遺孀，索布恰克是俄羅斯著名政治家弗拉基米尔·普京和德米特里·梅德韦杰夫的導師和老師。納魯索娃也是俄羅斯名媛克謝尼婭·索布恰克的母親。

## 榮譽
- 紀念莫斯科建城850週年獎章（英语：Medal "In Commemoration of the 850th Anniversary of Moscow"）
- 紀念聖彼得堡建城300週年獎章（英语：Medal "In Commemoration of the 300th Anniversary of Saint Petersburg"）